# Dark Lotus
Dark Lotus ist ein Hip-Hop-Projekt aus mehreren Bands und Solokünstlern des Plattenlabels Psychopathic Records. Aktuell gehören Insane Clown Posse, Twiztid und Blaze Ya Dead Homie dazu. Der Rapper Marz gehörte ursprünglich ebenfalls zu dem Projekt, wurde nach mehreren Streitereien mit dem Label und den anderen Musikern jedoch gefeuert und durch Anybody Killa ersetzt. Dieser verließ Dark Lotus wieder, als er sich von dem Label Psychopathic Records trennte. 2008 kehrte Anybody Killa zwar zum Label zurück, nicht jedoch zu Dark Lotus.

## Diskografie
- Echoside Single (1998)
- Tales from the Lotus Pod (2001) (mit Marz)
- Tales from the Lotus Pod (2002 Revision) (mit Anybody Killa)
- Black Rain (2004)
- The Opaque Brotherhood (2008)
- The Mud Water Air (2014)

### Als Mitwirkende enthalten auf den folgenden Alben
- The Amazing Jeckel Brothers (1999)
- Cryptic Collection: Volume 2 (2001)
- Psychopathics from Outer Space Part 2 (2003)
- Cryptic Collection: Volume 3 (2004)
- Psychopathics from Outer Space Part 3 (2007)